# Paul Rudolf
Paul F. Rudolf, švicarski veslač, * 6. december 1892, † ?.
Rudolf je za Švico nastopil na Poletnih olimpijskih igrah 1920 v Antwerpnu, kjer je kot član švicarskega četverca s krmarjem osvojil zlato medaljo. Osmerec, v katerem je tudi nastopil, pa je bil izločen v prvi kvalifikacijski tekmi.